# Львівський інститут менеджменту
Львівський інститут менеджменту заснувала 1990 року група молодих учених-економістів Львівського державного університету ім. Івана Франка, у складі якої були Віктор Пинзеник, Іван Васюник, Валерій П'ятак та інші. На цей час, Іван Васюник — почесний голова інституту.
ЛІМ одним із перших українських вищих навчальних закладів запровадив систему підготовки менеджерів відповідно до західних стандартів освіти ділової людини.
Навчальні програми, які пропонує заклад, створено в результаті співпраці з відомими університетами Європи, Канади та США й адаптовано до бізнес-середовища в Україні.
Навчальний процес в Інституті забезпечують досвідчені фахівці, також до викладання залучаються іноземні професори. Під час навчання використовуються інтерактивні методи викладання, передові технології, відбувається обмін досвідом. Сучасне комп'ютерне обладнання дає можливість доступу до світових інформаційних джерел.
Місія: «Бути провідним українським вищим навчальним закладом із розвитку бізнесу та управління.»
Цінності:
1. Викладачі і персонал переконані, що вміння ефективно працювати в команді спільно з клієнтом є запорукою успіху.
2. Корпоративна культура скерована на зміцнення моральних засад суспільства та є основою прозорості наших стосунків з клієнтом.
3. Взаємоуспішна конкуренція передбачає такі відносини між закладами бізнес-освіти, які сприяють їхній спеціалізації на засадах зміцнення якісних переваг.
4. Суспільна відповідальність полягає в розумінні потреб українського суспільства та усвідомленні необхідності надавати освіту, яка б забезпечила працевлаштування випускників за фахом.
5. Перспектива та стабілізація забезпечуються здатністю колективу сприймати проблеми бізнес-середовища не як загрозу, а як мотивацію до розвитку та впровадження інновацій.

## Акредитація
Львівський інститут менеджменту провадить освітню діяльність з дотриманням норм Закону України "Про вищу освіту" та відповідно до Статуту Інституту. Освітню діяльність, яка супроводжується видачею документів про освіту державного зразка, Львівський інститут менеджменту здійснює відповідно до ліцензії Міністерства освіти і науки України, яка постійно оновлюється з періодичністю, встановленою законодавством. Відповідно до Закону України "Про вищу освіту" всі вищевказані освітні програми підлягають періодичній акредитації, що є процесом підтвердження якості освітніх послуг, які надає вищий навчальний заклад.
Ліцензія на надання освітніх послуг:  Ліцензія від 01.07.2021 №81-л,
                                   Серія АЕ № 636144 від 27.04.15,
Додатки до ліцензії:  Додаток № 1, Додаток № 2
Відповідно до листа Міністерства освіти і науки України № 167- АК від 18.02.2015 «Витяг з рішення Акредитаційної комісії» від 27 січня 2015 року. Протокол № 114" "за поданням Міжгалузевої експертної ради з вищої освіти з урахуванням результатів обговорення на засіданні акредитаційної комісії, Вищий навчальний заклад "Приватне акціонерне товариство «Львівський інститут менеджменту» (зареєстровано Реєстраційною службою Львівського міського управління юстиції, дата та номер останньої реєстрації дії № 14157770009005190 від 06.09.2013) визнати акредитованим за напрямками підготовки (спеціальностями):
0305 Економіка та підприємництво
075 Маркетинг
0306 Менеджмент і адміністрування
073 Менеджмент

ЛІЦЕНЗІЯ та ДОДАТКИ до неї, видані Міністерством освіти і науки України
ВІДОМОСТІ ЩОДО ЗДІЙСНЕННЯ ОСВІТНЬОЇ ДІЯЛЬНОСТІ У СФЕРІ ВИЩОЇ ОСВІТИ
ВНЗ "ПрАТ "Львівський інститут менеджменту"
Витяг з рішення Акредитаційної комісії України від 30.06.2015 (Протокол №124) про надання Львівському інституту менеджменту ліцензії
на провадження освітньої діяльності з підготовки МАГІСТРІВ зі спеціальності
8.03060101 "Менеджмент організацій і адміністрування" (за видами економічної діяльності):
  
З повним текстом Рішення можна ознайомитися на: сайті Акредитаційної комісії України
АКРЕДИТАЦІЯ  2017 РІК
ВИСНОВОК експертної комісії МОН України щодо проведення первинної акредитаційної експертизи підготовки магістрів спеціальності 8.03060101 "Менеджмент організацій і адміністрування (за видами економічної діяльності)" у ВНЗ "ПрАТ "Львівський інститут менеджменту"  2017 рік
ЕКСПЕРТНІ ВИСНОВКИ первинної акредитаційної експертизи підготовки магістрів спеціальності 8.18010016 "Бізнес-адміністрування" галузі знань 1801 "Специфічні категорії" у ВНЗ "ПрАТ "Львівський інститут менеджменту"
СЕРТИФІКАТИ про АКРЕДИТАЦІЮ Львівського інституту менеджменту за рівнем вищої освіти МАГІСТР
видано 12 березня 2018 року
з напрямів підготовки магістрів
БІЗНЕС-АДМІНІСТРУВАННЯ та МЕНЕДЖМЕНТ ОРГАНІЗАЦІЙ І АДМІНІСТРУВАННЯ
видано 5 квітня 2017 року
з напрямів підготовки бакалаврів
МЕНЕДЖМЕНТ та МАРКЕТИНГ видані 1 квітня 2015 року

## Випускники
- Марко Ткачук — генеральний директор компанії IDS Borjomi, за рейтингом Forbes визнаний кращим з 25 топ-керівників України (випуск 2000 року).
- Лущик Уляна Богданівна (*1964) — українська лікарка й науковиця, громадська діячка, доктор медичних наук. Закінчила бізнес-школу «TOP Executive Management MBA» (випуск 2010 року).
- Марина Мендзебровська — генеральна директор КУА OTP Capital, визнана однією зі ста (64 позиція) «Топ-100 українських підприємиць» (випуск 2010 року).
- Запотічний Іван Іванович (*1974) — підприємиць, засновник та власник приватного підприємства «Лео Кераміка». Закінчив бізнес-школу «TOP Executive Management MBA» (випуск 2017 року).